# 34634 Anjalichadha
34634 Anjalichadha este o planetă minoră (asteroid), cu un diametru de 5,63 km, din centura de asteroizi. A fost descoperită pe 1 noiembrie 2000 la Experimental Test Site⁠(d) de Lincoln Near-Earth Asteroid Research. 
Obiectul prezintă o orbită caracterizată de o semiaxă mare de 2,7632661 UAi, o excentricitate de 0,1, o înclinație de 8,44578 ° în raport cu ecliptica.